# Leonel Chaves
Leonel Serafim Freire Chaves (Limoeiro, 12 de junho de 1873 — Fortaleza, 31 de outubro de 1919) foi um advogado, professor, filósofo e político brasileiro. 

## Biografia
Leonel nasceu em Limoeiro, sendo filho do ex-deputado e tabelião Serafim Chaves e Maria Joana Chaves. Formou-se em ciências jurídicas na tradicional Faculdade de Direito do Recife (atualmente da UFPE), na turma de 1912. Foi professor catedrático de Economia Política na Faculdade de Direito do Ceará (atual UFC). Também foi advogado do Banco do Brasil. 
Em 1913/1914, foi um dos fundadores do Círculo Católico de Fortaleza, estabelecido pelo Bispo D. Manuel da Silva Gomes. O objetivo era reforçar a caridade social e promover assistência social, espiritual e material aos mais vulneráveis. Segundo o Anuário do Ceará de 1953/1954, Leonel Chaves foi um dos principais políticos conservadores e intelectuais brasileiros do início do século XX.
Seguindo os passos de seu pai, Serafim Tolentino Freire Chaves, que foi tabelião e líder político de Limoeiro do Norte, Leonel também foi eleito deputado estadual do Ceará (legislatura 1915/1916). Faleceu ainda jovem, em 1919, na região de Damas, periferia de Fortaleza. Foi enterrado na capital cearense, no cemitério de Parangaba, mesmo bairro em que é homenageado com o nome de uma rua.

Seu principal sucessor político foi seu sobrinho integralista, Franklin Chaves, que foi vereador, deputado estadual e governador do Ceará.